# Chionomesa
Chionomesa é um gênero de aves apodiformes pertencente à família dos troquilídeos que inclui os beija-flores. Possui duas espécies, anteriormente classificadas dentro de Amazilia, introduzido pelo naturalista René Primevère Lesson, atualmente considerado um sinônimo no caso das espécies fimbriata e lactea. As espécies representantes do gênero são, vernaculamente, denominadas como beija-flor-de-garganta-verde e beija-flor-de-peito-azul, respectivamente. Estes beija-flores possuem ampla distribuição geográfica desde o norte e oeste da América do Sul, frequentemente encontrado nas florestas nubladas e tropicais úmidas, principalmente nas regiões de clima mais quente.

## Descrição
Esses beija-flores possuem um comprimento médio entre oito aos 11 centímetros, que é característico da subfamília dos troquilíneos, conhecidos como "beija-flores verdadeiros". Os beija-flores-de-garganta-verde são geralmente ligeiramente maiores do que o beija-flor-de-peito-azul, além de apresentarem cores mais chamativas em sua plumagem. Essas aves possuem bicos pretos com maxilar escuro e mandíbula rosada, com seu comprimento variando entre subespécies. A parte superior das subespeciações nominais mostra-se normalmente em uma coloração verde-bronzeada ou, ainda, verde-dourada. Sua cabeça, assim como o pescoço e os flancos são verde-bronzeado. Estas se diferenciam pela coloração do abdômen, que nos de-peito-azul é, assim como seu nome indica, azulado, e nos de-garganta-verde, apresenta uma cor verde e na região inferior é esbranquiçada. Os machos e fêmeas se diferenciam pela intensidade da cor da plumagem e pelo comprimento, sendo muito similares.

## Distribuição e habitat
Os representantes do gênero apresentam uma ampla distribuição geográfica pela região mais setentrional sul-americana, restringindo-se até a região central da América do Sul. Estes podem ser encontrados desde o nordeste da Venezuela, então seguindo ao território das Guianas, onde se estendem ao norte, nordeste a centro-oeste do Brasil, onde segue ao extremo-norte da região sul. Além disso, na parte mais ocidental do continente sul-americano, se distribui na região leste do Equador, norte da Colômbia ao norte da Bolívia. A espécie Chionomesa fimbriata apresenta distribuição muito mais frequentemente que Chionomesa lactea. Estes beija-flores habitam os matagais arbustivos, as paisagens andinas, as florestas montanhosas e mais frequentemente, as florestas tropicais e subtropicais úmidas e pluviais. São normalmente encontrados em altitudes superiores a 1000 metros acima do nível do mar, com uma média de 1100 a 1400 metros.

## Sistemática e taxonomia
Esse gênero foi introduzido primeiramente no final de 1921, descrito originalmente como uma sinonímia do gênero Amazilia, pelo notável ornitólogo e aracnólogo francês Eugène Simon. Etimologicamente, deriva de dois termos do grego antigo χιών, khiōn, significa literalmente "neve"; e μέσος, mésos, significando algo como "meio", "centro", como em "mesopotâmia". O nome do gênero referencia sua plumagem branca no centro inferior do abdômen. Sua primeira espécie a ser descrita foi Trochilus fimbriatus, introduzida por Johann Friedrich Gmelin em 1789, através da revisão do Systema Naturae de Lineu. Posteriormente, em 1927, pelo pesquisador Charles Wallace Richmond, a espécie Ornismya lactea, descrita em 1832 por René Primevère Lesson, seria definida espécie-tipo. Um estudo filogenético molecular publicado em 2014 descobriu que Amazilia era polifilético, causando na transferência das espécies para outro gênero, na qual fimbriata e lactea seriam classificadas no ressurgido gênero Chionomesa. Atualmente, a maior parte de identificadores taxonômicos, reconhece as duas em Chionomesa, incluindo South American Classification Committee, taxonomia de Clements e o International Ornithologists' Union. Entretanto, Handbook of the Birds of the World, da BirdLife International, não reconhece Chionomesa, classificando-os novamente em Amazilia e considerando Amazilia lactea bartletti como espécie separada.

### Espécies[1][2]
- Chionomesa lactea (Lesson, 1832), beija-flor-de-peito-azul — pode ser encontrado no leste central da Venezuela, norte da Bolívia, Peru e Colômbia, e regiões norte, nordeste a sudeste do Brasil
  - Chionomesa lactea lactea (Lesson, 1832) — subespécie nominal e endêmica do Brasil, pode ser encontrado desde o sul da Bahia ao nordeste do estado de São Paulo
  - Chionomesa zimmeri (Gilliard, 1941) — endêmico da Venezuela, pode ser encontrado exclusivamente nos tepuis do sudeste venezuelano
  - Chionomesa lactea bartletti (Gould, 1866) — pode ser encontrado no leste do Peru ao norte da Bolívia
- Chionomesa fimbriata (Gmelin, 1789), beija-flor-de-garganta-verde — pode ser encontrado desde o extremo-norte da Venezuela, seguindo às Guianas, leste da Colômbia, Bolívia e Equador ao norte e centro do Brasil
  - Chionomesa fimbriata fimbriata (Gmelin — pode ser encontrado na região amazônica desde o nordeste venezuelano, nas Guianas ao norte do Brasil
  - Chionomesa fimbriata elegantissima (Todd, 1942) — pode ser encontrado desde o extremo-nordeste da Colômbia e norte da Venezuela
  - Chionomesa fimbriata apicalis (Gould, 1861) — pode ser encontrado desde a região andina do leste colombiano
  - Chionomesa fimbriata fluviatilis (Gould, 1861) — pode ser encontrado desde o sudeste da Colômbia e leste equatoriano
  - Chionomesa fimbriata laeta (Hartert, 1900) — subespécie endêmica, pode ser encontrada exclusivamente no nordeste do Peru
  - Chionomesa fimbriata nigricauda (Elliott, 1878) — pode ser encontrado na região do sul amazônica desde leste da Bolívia e região central do Brasil
  - Chionomesa fimbriata tephrocephala (Vieillot, 1818) — pode ser encontrado exclusivamente no Brasil, na costa leste desde o Espírito Santo ao Rio Grande do Sul